# Anton van Arenberg
Anton van Arenberg, kloosternaam; broeder Karel (Carolus van Brussel) (Brussel, 21 februari 1593 — aldaar, 5 juni 1669), was een 17e-eeuwse adellijke kapucijnenmonnik, architect, astronoom en biograaf.

## Levensloop

### Afkomst
Anton van Arenberg was de vijfde zoon van de edelman Karel van Arenberg (Charles de Ligne) (1550-1616) en van Anne-Isabelle de Croÿ-Chimay. Anton's vader was de prins van Arenberg, graaf van Arenberg, hertog van Croÿ en heer van Aarschot.

### Kapucijn
Anton was begiftigd met alle voordelen van zijn hoge afkomst; rijkdom, opvoeding en studie. Maar hij verzaakte aan de wereld waar hij de titel droeg van graaf van Seningem en tooide zich in het kapucijnenklooster van Leuven op (3 of) 4 maart 1616 met een nederig kapucijnenhabijt,.
In overeenstemming met het gebruik dat in alle religieuze orden van toepassing was, deed hij afstand van de naam die hem bij de geboorte gegeven was, en verving hij deze door een andere, met name: Karel.
Na zijn opleiding voor het priesterschap werd pater Karel een der meest vlijtige leden van de orde. Zijn hoge afkomst vergetende, wijdde hij zich met evenveel zelfverloochening als toewijding aan de christelijke deugden. Alle tijd die niet werd ingenomen door de plichten van het religieuze leven, besteedde hij aan de studie. Spoedig verwierf hij een diepgaande kennis van de theologie en de Heilige Schrift.
Zijn inzicht, liefdadigheid, nederig en apostolisch leven evenals zijn voorzichtigheid in de moeilijke omstandigheden voortvloeiende uit de beroering van die tijd, schonken hem de achting en het vertrouwen van zijn medebroeders. Dezen gelasten hem achtereenvolgens met de functie van huismeester, provinciaal, afgevaardigde en algemeen overste van hun instellingen in de Spaanse Nederlanden.

De groothertogen Albrecht van Oostenrijk en Isabella van Spanje, die hem vereerden met een bestendige vriendschap, bodem hem een bisschopszetel aan, en paus Innocentius X toonde zich bereid om er de purperen kardinaalsmantel aan toe te voegen, maar alle pogingen om hem te halen uit de nederige toestand die hij vrijwillig gekozen had, bleven zonder gevolg.

Benevens een zeer uitgebreide theologische kennis, had broeder Karel een zelden geziene welsprekendheid. Daarvan leverde hij in 1624 een overtuigend bewijs. Isabella van Spanje was na de dood van haar echtgenoot Albrecht van Oostenrijk in opdracht van koning Filips IV, in 1622 landvoogdes der Zuidelijke Nederlanden geworden. Ze organiseerde in de hofkapel jaarlijks een 48 uren durende retraite, om van de hemel de zegening te bekomen voor de trouw gebleven provincies. Deze retraite begon op Palmzondag 1623 en ving aan met een redevoering in het Spaans, doorspekt met Latijnse citaten, en voorgedragen door een Italiaanse kapucijn: Hyacinth van Casali. Waarschijnlijk meer verwachtend van zijn gebaren dan van zijn rede, geselde deze geestdriftige priester zichzelf herhaaldelijk met een roede, en aan de slotrede gekomen perste hij zich met zoveel geweld een doornenkroon op het eigen hoofd, dat zijn gelaat terstond overvloedig met bloed bedekt was. De Spaanse hofhouding was diep ontroerd, maar de aanwezige Belgen toonden een zeer duidelijke afkeur hetgeen ertoe leidde dat de infante zichzelf verplicht achtte om het jaar daarop de Italiaanse prediker te vervangen door frater Karel. Deze laatste kweet zich met een buitengewoon succes van zijn taak; door zijn verheven moraal, zijn vroomheid, zijn overredende en zoete welbespraaktheid raakte hij alle harten. De hofkapel bleek te klein om alle toegestroomde luisteraars een plaats te geven en onder de meest volhardende aanwezigen bemerkte men de apostolische nuntius: François de Balneo, de aartsbisschop van Mechelen: Jacobus Boonen en de aartsbisschop van Caesarea die tevens grootaalmoezenier was van de landvoogdes.

### Architect

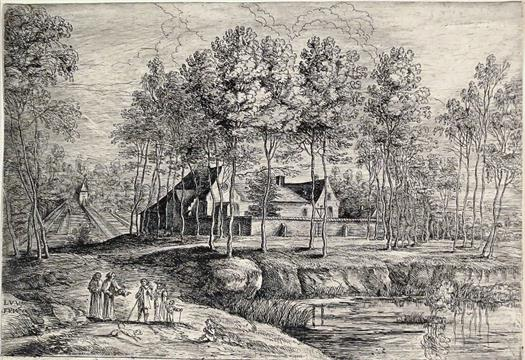
Kapucijnenklooster van Tervuren

Maar pater Karel was niet alleen een diepzinnige theoloog, een verlicht bestuurder en een welsprekende prediker; hij was bovendien een zeer begaafde architect.
Nadat hij van Isabella in Tervuren een terrein ter beschikking had gekregen, nabij de toegang tot het Zoniënwoud, liet hij er een klooster optrekken waarvoor hijzelf de plannen had getekend. Rondom liet hij kreupelbosjes, planten en vijvers aanleggen die er -naar de woorden van Paquot- een mooi kluizenaarsoord van maakten. Het klooster, waarvan de bouw in 1626 aanving, werd het jaar nadien afgewerkt. Broeder Karel werd er de eerste gardiaan.
Op het uiteinde van de tuin stond een klein gebouw waar infante Isabella -een strenge vroomheid verenigend met de kwalificatie van een hooggeplaatste vrouw- zich jaarlijks afzonderde voor de beoefening van een geestelijke retraite. Ze sliep er op een rieten vlechtwerk met slechts een dikke eiken stronk als hoofdkussen.

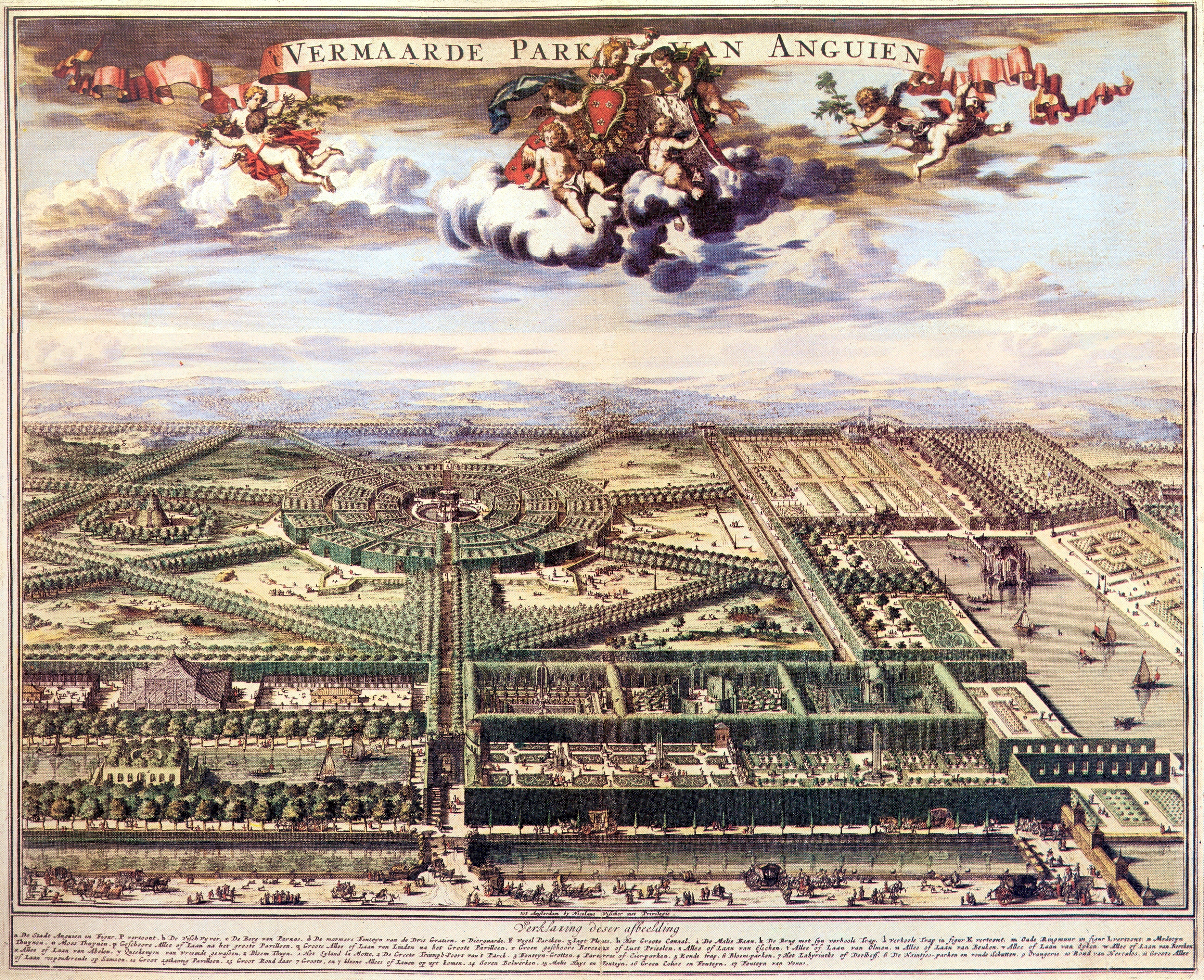
Het vermaarde park van Edingen op het einde van de 17e eeuw.

Pater Karel ontwierp ook de tuinen van het Park van Edingen die destijds tot de mooiste van Europa werden gerekend.
In 1650 had Antoon van Arenberg opnieuw de gelegenheid om zijn architecturale kennis te benutten, ditmaal voor het tekenen van de plans en het leiden van de werkzaamheden, in verband met de bouw van de kloosterkerk der kapucijnen te Brussel. Hiervoor schonk zijn broer Filips Karel een gift ten bedrage van 30.000 florijnen. De stadsmagistraten schonken een gift van 3.000 patagon.
Aartshertog Leopold Willem, landvoogd der Zuidelijke Nederlanden van 1647 tot 1656, legde op maandag, 20 maart 1651, de eerste steen. Een jaar en vier maanden later, op 14 juli 1652, volgde de wijding door Jacques de la Torre, aartsbisschop van Ephese en apostolisch vicaris van Holland.
Toen Pater van Arenberg twee jaar eerder (in 1650) in Rome was (ter gelegenheid van een algemene vergadering van zijn orde), had hij van paus Innocentius X een aantal lijken van martelaren bekomen, die gevonden waren in de Romeinse catacomben. In afwachting van de bouw van de Brusselse Kapucijnenkerk, waren deze stoffelijke overschotten tijdelijk ondergebracht in de Sint-Goedelekerk. Anno 1652, na de afwerking van de hogergenoemde Kapucijnenkerk, brak het moment van de definitieve overbrenging aan. Dit gebeurde op 22 juli 1652 met groot religieus vertoon.

### Schrijver
In weerwil van zijn actief en vermoeiend leven, vond pater Van Arenberg in zijn intellectuele kracht en onverdroten ijver een middel om literaire werken te verwezenlijken. Deze waren bedoeld om eerbied en glorie op te wekken voor zijn orde, en om de aanvallen van de tegenstanders der orde van antwoord te dienen.

In 1640-1642 publiceerde hij te Keulen, bij Constantin Munich, een werk in het Latijn, met als titel :
« Flores Seraphici ex amœnis Annalium hortis admodum R. P. F. Zachariæ Boverii, ordinis FF. minorum S. Francisci capucinorum definitoris generalis, collecti; sive icones, vitæ et gesta virorum illustrium (qui ab anno 1525 usque ad annum 1612, in eodem ordine miraculis ac vitæ sanctitate claruere) compendiose descripta. Auctore R. P. F. Carolo de Arenberg, Bruxellensi, ejusdem ordinis prædicatore ».
Dit werk bestond uit twee boekdelen in één volume. Het eerste deel was gewijd aan de kapucijnen levend van 1525 tot 1580, en het tweede deel aan hen die leefden van 1580 tot 1612. Dankzij de vrijgevigheid van de familie Arenberg kon het boek versierd worden met magnifieke gravures. Reeds hetzelfde jaar werd het herdrukt te Antwerpen, en de derde druk verscheen in 1648 in Milaan. Het boek werd in het Spaans vertaald door pater Antoine d'Arnedo en in Madrid gepubliceerd in het voorjaar van 1669. In 1992-1993 maakte de Italiaanse kunstenaar Mimmo Paladino (zie Italiaanse transavangarde (Transavanguardia Italiana)) 15 schitterende etsen met betrekking tot Flores Seraphici (uitgave van Waddington graphics te Londen).
Twee jaar na zijn eerste werk publiceerde pater van Arenberg bij dezelfde uitgever te Keulen, een beschrijvend boek over zijn orde, met de volgende titel:
« Clypeus seraphicus, seu scutum veritatis in defensionem annalium fratrum minorum capucinorum ».
Volgens een vermelding van Jean de Saint-Antoine (Biblioth. Francis., p. 251) verscheen dit boek in 1643. Foppens maakte er geen melding van, maar Paquot schrijft dat het Clypeus seraphicus wellicht in 1650 gepubliceerd werd..

### Overlijden
Pater van Arenberg vierde in 1667 het jubileum van zijn vijftigjarig priesterschap.
Hij overleed na een slepende ziekte in het Brusselse klooster. Zijn assen werden er in de kapittelzaal bijgezet, onder een steen met de volgende inscriptie:
A. R. P. CAROLUS D’ARENBERG
BRUXELLENSIS,
JUBILARIUS,
EX-PROVINCIALIS,
DIFFINITOR
ET COMMISSARIUS GENERALIS
† ANNO 1669, 5 JUNII.